# Kasa (chapeau)

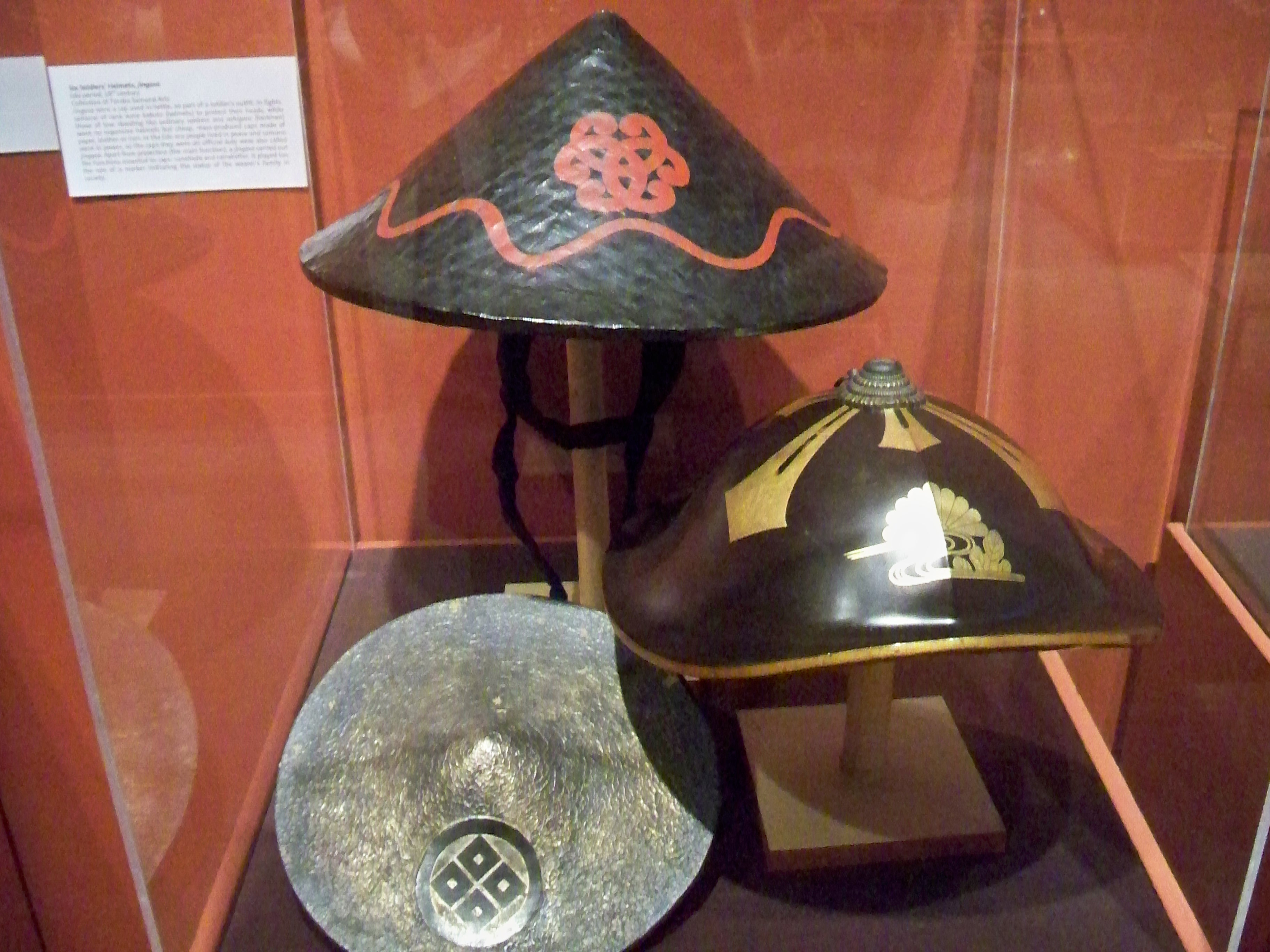
Divers kasa dans une vitrine d'exposition.

Le kasa (笠)  est le terme générique pour désigner un quelconque chapeau japonais ancien. Les plus connus sont l'amigasa — vannerie en paille encore porté lors de danses folkloriques — et le jingasa — couvre-chef des samouraïs.

## Grammaire et étymologie
Par un phénomène de rendaku le mot se prononce -gasa quand il est précédé d'un autre kanji, qui précise le type de chapeau. 
Il est distinct du kanji utilisé pour désigner le parapluie, 傘, mais se prononce à l'identique.

## Types dekasa
Il existe plusieurs types de kasa, ces couvre-chefs étant portés dans toutes les classes de la société japonaise :
- L'Ajirogasa est une vannerie de bambou ou d'autre bois.
- L'Amigasa, une vannerie de paille, est souvent porté lors de danses folkloriques
- Le Fukāmigasa est une vannerie en osier profond, la forme rappelle celle d'une cloche.
- Le Jingasa (chapeau de guerre) était usuellement porté par les samouraï et les ashigaru (fantassins). Ils pouvaient être confectionnés en fer, cuivre, bois, papier, bambou ou cuir[2],[3], la plupart portant le mon  du combattant.
- Le Roningasa est généralement un amigasa conique avec un sommet plat, il était souvent porté par les rōnin.
- Le Sandogasa est un chapeau destiné aux voyageurs.
- Le Takuhatsugasa, tressé en paille de riz, est le couvre-chef des moines mendiants bouddhistes. Arrondi comme un bol de très grande taille, il couvre au moins la moitié supérieure du visage de son propriétaire, masquant son identité et lui permettant de voyager sans être distrait .
- Le Tengai ou Komusougasa a la forme d'un panier de paille de jonc ou de roseau ; les moines Komusō y glissaient leur tête pour exprimer l'absence d'ego individuel.
- Le Torioigasa est un chapeau plié, porté au festival Awa-odori.

Le Yagyūgasa, emblème héraldique du clan Yagyū, n'est pas un chapeau.

## Galerie

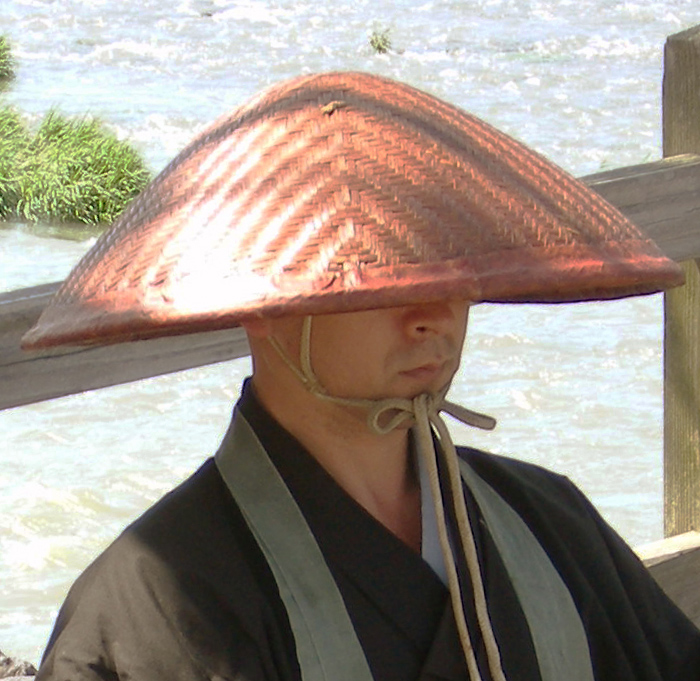
Un moine bouddhiste portant un takuhatsugasa .
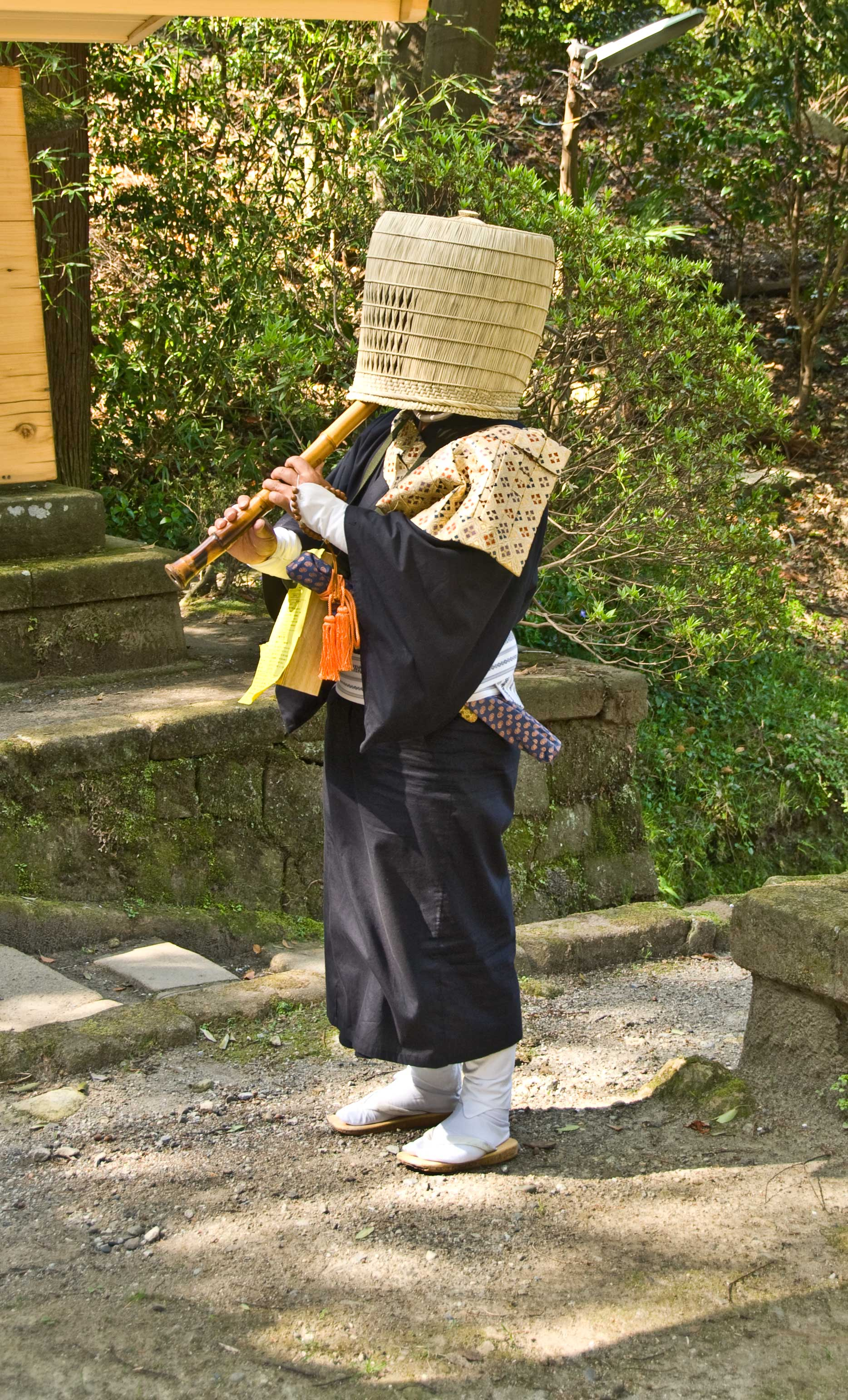
Un komusō, « moine du non-être », avec un tengai (天蓋?).
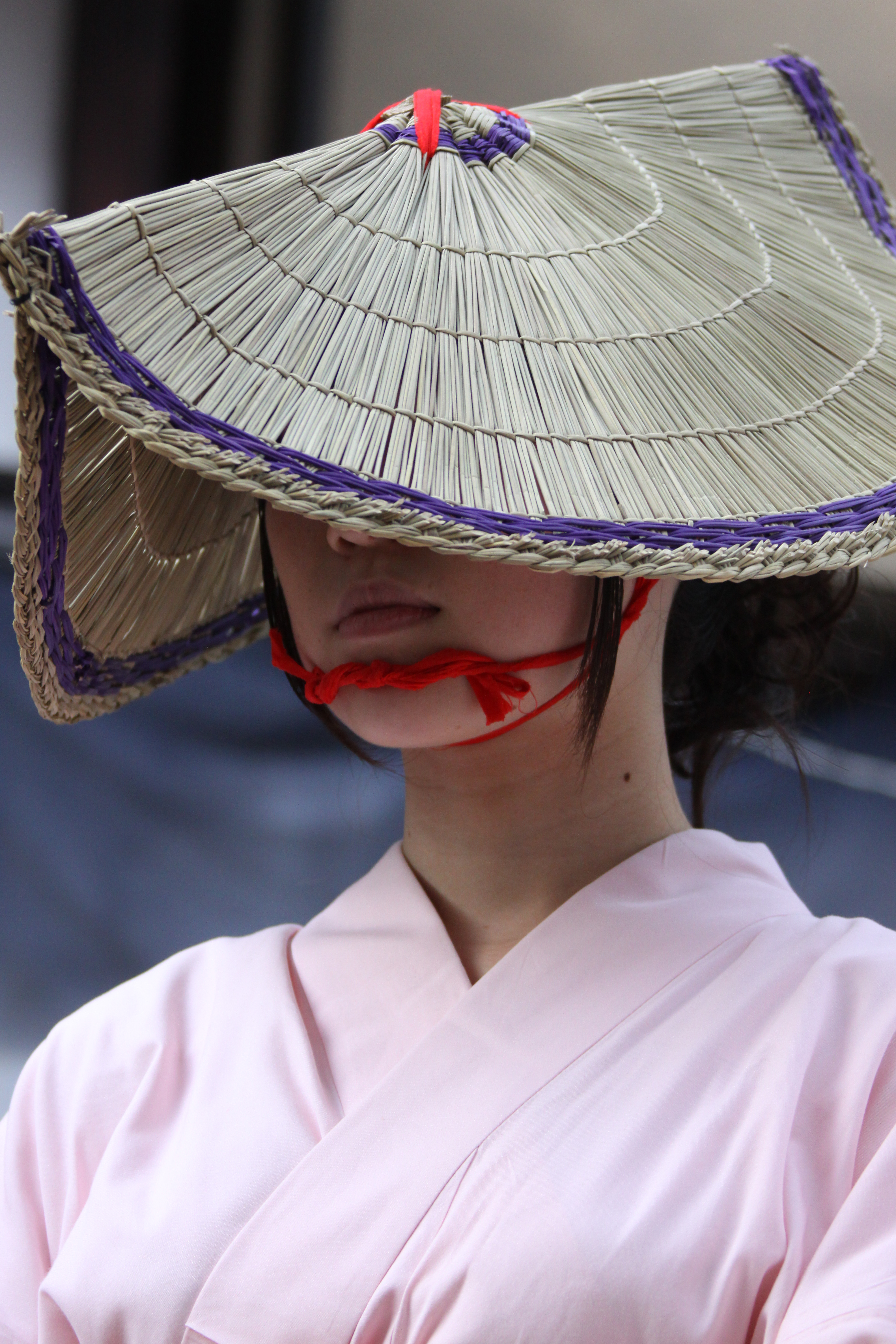
Un amigasa (編み笠?) au festival Kaze no bon.
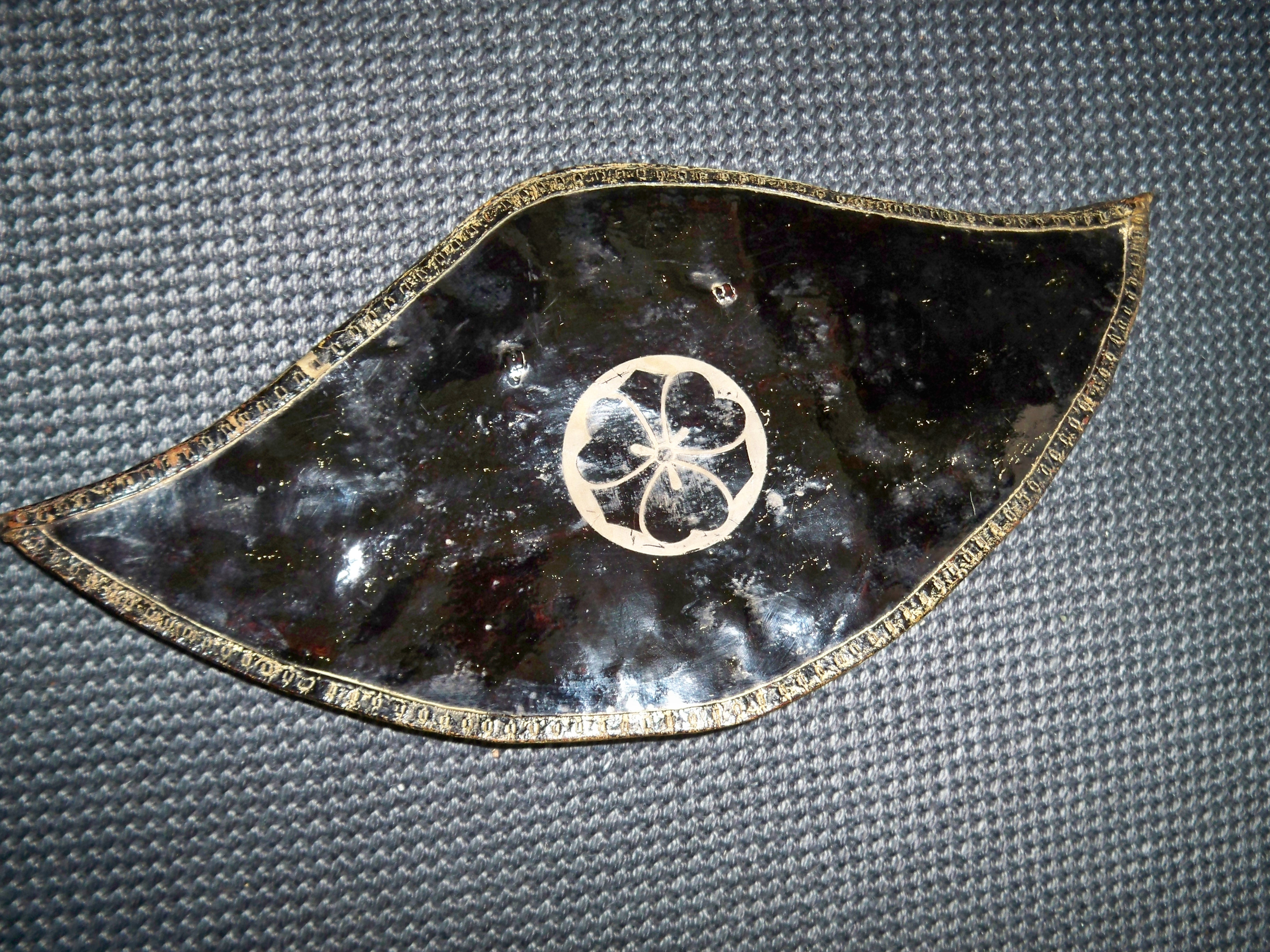
Un jingasa en cuir de style nirayama.